# Liu Jiayu
Liu Jiayu (chiń. 刘佳宇; ur. 17 września 1992 w Hegang) – chińska snowboardzistka, wicemistrzyni olimpijska, dwukrotna medalistka mistrzostw świata.

## Kariera
Na arenie międzynarodowej zadebiutowała w 2007 roku podczas mistrzostw świata w Arosie, zajmując 23. miejsce w halfpipie. W Pucharze Świata zadebiutowała 2 marca 2007 roku w Calgary, gdzie zajęła drugie miejsce. Tym samym już w swoim debiucie nie tylko zdobyła pierwsze pucharowe punkty, ale od razu stanęła na podium. W zawodach tych rozdzieliła Manuelę Pesko ze Szwajcarii i Holly Crawford z Australii. Najlepsze wyniki w Pucharze Świata osiągnęła w sezonie 2012/2013, kiedy to zajęła drugie miejsce w klasyfikacji generalnej AFU i w klasyfikacji halfpipe’a. W sezonie 2017/2018 była trzecia w klasyfikacji AFU i druga w klasyfikacji halfpipe’a. Ponadto w sezonie 2008/2009 triumfowała w klasyfikacji halfpipe’a, a w sezonach 2007/2008, 2016/2017 i 2019/2020 ponownie była druga.
W 2009 roku zwyciężyła w swej koronnej konkurencji podczas mistrzostw świata w Gangwon. W 2011 roku do swojego dorobku medalowego dodała medal brązowy, który zdobyła na mistrzostwach świata w La Molinie. Była też między innymi siódma na mistrzostwach świata w Sierra Nevada w 2017 roku. W 2010 roku wystąpiła na igrzyskach olimpijskich w Vancouver, gdzie uplasowała się na czwartym miejscu. Walkę o podium przegrała tam z Kelly Clark z USA. Na rozgrywanych cztery lata później igrzyskach w Soczi była dziewiąta, a na igrzyskach Pjongczangu w 2018 roku zdobyła srebrny medal.

## Osiągnięcia

### Igrzyska olimpijskie
| Miejsce | Dzień     | Rok  | Miejscowość | Konkurencja | Zwyciężczyni       |
| ------- | --------- | ---- | ----------- | ----------- | ------------------ |
| 4.      | 18 lutego | 2010 | Vancouver   | Halfpipe    | Torah Bright       |
| 9.      | 12 lutego | 2014 | Soczi       | Halfpipe    | Kaitlyn Farrington |
| 2.      | 13 lutego | 2018 | Pjongczang  | Halfpipe    | Chloe Kim          |

### Mistrzostwa świata
| Miejsce | Dzień       | Rok  | Miejscowość   | Konkurencja | Zwyciężczyni   |
| ------- | ----------- | ---- | ------------- | ----------- | -------------- |
| 23.     | 20 stycznia | 2007 | Arosa         | Halfpipe    | Manuela Pesko  |
| 1.      | 23 stycznia | 2009 | Gangwon       | Halfpipe    | -              |
| 3.      | 20 stycznia | 2011 | La Molina     | Halfpipe    | Holly Crawford |
| 7.      | 11 marca    | 2017 | Sierra Nevada | Halfpipe    | Cai Xuetong    |

### Puchar Świata

#### Miejsca w klasyfikacji generalnej
- sezon 2006/2007: 30.
- sezon 2007/2008: 12.
- sezon 2008/2009: 4.
- sezon 2009/2010: 37.
  - AFU[2]
- sezon 2010/2011: 11.
- sezon 2011/2012: -
- sezon 2012/2013: 2.
- sezon 2013/2014: 33.
- sezon 2014/2015: 29.
- sezon 2015/2016: 9.
- sezon 2016/2017: 9.
- sezon 2017/2018: 3.
- sezon 2018/2019: –
- sezon 2019/2020: 4.

#### Zwycięstwa w zawodach
1. Sungwoo – 16 lutego 2008 (halfpipe)
2. Calgary – 29 lutego 2008 (halfpipe)
3. Saas-Fee – 31 października 2008 (halfpipe)
4. Gujō – 14 stycznia 2009 (halfpipe)
5. Valmalenco – 21 marca 2009 (halfpipe)
6. Cardrona – 26 sierpnia 2009 (halfpipe)
7. Yabuli – 13 lutego 2011 (halfpipe)
8. Park City – 1 lutego 2013 (halfpipe)
9. Secret Garden – 21 grudnia 2017 (halfpipe)
10. Laax – 20 stycznia 2018 (halfpipe)
11. Secret Garden – 22 grudnia 2019 (halfpipe)

#### Pozostałe miejsca na podium w zawodach
1. Calgary – 2 marca 2007 (halfpipe) - 2. miejsce
2. Calgary – 3 marca 2007 (halfpipe) - 3. miejsce
3. Cypress – 14 lutego 2009 (halfpipe) - 2. miejsce
4. La Molina – 14 marca 2009 (halfpipe) - 2. miejsce
5. Sierra Nevada – 27 marca 2013 (halfpipe) - 2. miejsce
6. Sapporo – 14 lutego 2016 (halfpipe) - 2. miejsce
7. Copper Mountain – 16 grudnia 2016 (halfpipe) - 2. miejsce
8. Bokwang – 19 lutego 2017 (halfpipe) - 2. miejsce
9. Copper Mountain – 14 grudnia 2019 (halfpipe) - 2. miejsce
10. Laax – 18 stycznia 2020 (halfpipe) - 3. miejsce
11. Mammoth Mountain – 31 stycznia 2020 (halfpipe) - 3. miejsce
12. Calgary – 15 lutego 2020 (halfpipe) - 3. miejsce

- W sumie (11 zwycięstw, 8 drugich i 4 trzecie miejsca).